# Querrien

Querrien este o comună în departamentul Finistère, Franța. În 1 ianuarie 2022 avea o populație de 1.654 de locuitori.